# Делфин крсташ
Делфин крсташ или делфин пешчаног сата (лат. Lagenorhynchus cruciger, енгл. Hourglass dolphin) је врста сисара из породице океанских делфина (Delphinidae) и парвореда китова зубана (Odontoceti).

## Распрострањење
Ареал врсте покрива воде око Антарктика и све до умереног појаса. 
Врста има станишта на Антарктику, у Аргентини, Аустралији, Јужноафричкој Републици, Новом Зеланду и Чилеу.

## Угроженост
Ова врста није угрожена, и наведена је као последња брига јер има широко распрострањење.